# Armeense voetbalbond
De Hayastani Futboli Federatsia (FFA) (Armeens: Հայաստանի ֆուտբոլի ֆեդերացիան, Russisch: Федерация футбола Армении) is de Armeense voetbalbond. De FFA is gevestigd in Jerevan, de hoofdstad van Armenië. Voorafgaand aan de oprichting van de FFA werd het voetbal in Armenië geleid door de voetbalfederatie van de USSR.

## Voorzitters
- Nikolay Ghazaryan (1992–1994)
- Armen Sargsyan (1994–1998)
- Suren Abrahamyan (1998–2002)
- Ruben Hayrapetyan (2002–2018)
- Artur Vanetsyan (2018–2019)
- Armen Melikbekyan (2019–heden)

## Nationale competities
De FFA organiseert de competities in Armenië, zoals de Premier League, Eerste Divisie, de Beker van Armenië en de Armeense Supercup. De FFA is eveneens verantwoordelijk voor de nationale elftallen
| Niveau | Naam              | Onderscheid |
| ------ | ----------------- | ----------- |
| 1      | Bardzragujn chumb | Profvoetbal |
| 2      | Aradżin chumb     | Profvoetbal |
|        |                   |             |
| 3      | Amateur A-League  | Amateurs    |
| 4      | Amateur B-League  | Amateurs    |

## Nationale elftallen
- Armeens voetbalelftal (mannen)
- Armeens voetbalelftal (vrouwen)
- Armeens voetbalelftal onder 21 (mannen)
- Armeens voetbalelftal onder 19 (mannen)
- Armeens voetbalelftal onder 18 (mannen)
- Armeens voetbalelftal onder 17 (mannen)
- Armeens voetbalelftal onder 16 (mannen)

FFA · A-internationals · Bondscoaches · Statistieken · Armeens vrouwenelftal · Armenië U21 · Armenië U20 · Armenië U19 · Armenië U18 · Armenië U17 · Armenië U16
1992 – 1999 ·
2000 – 2009 ·
2010 – 2019 ·
2020 – 2029
1992 ·
1993 · 
1994 ·
1995 ·
1996 ·
1997 ·
1998 ·
1999 ·
2000 ·
2001 ·
2002 ·
2003 ·
2004 ·
2005 ·
2006 ·
2007 ·
2008 ·
2009 ·
2010 ·
2011 ·
2012 ·
2013 ·
2014 ·
2015 ·
2016 ·
2017 ·
2018 ·
2019 ·
2020 ·
2021 ·
2022 ·
2023 ·
2024
Albanië ·
Algerije ·
Andorra ·
België ·
Bosnië en Herzegovina ·
Bulgarije ·
Canada ·
Chili ·
Cyprus ·
Denemarken ·
Duitsland ·
Ecuador ·
El Salvador ·
Estland ·
Faeröer ·
Finland ·
Frankrijk ·
Georgië ·
Gibraltar ·
Griekenland ·
Guatemala ·
Hongarije ·
Ierland ·
IJsland ·
Iran ·
Israël ·
Italië ·
Jordanië ·
Kazachstan ·
Koeweit ·
Kosovo ·
Kroatië ·
Letland ·
Libanon ·
Liechtenstein ·
Litouwen ·
Luxemburg ·
Malta ·
Marokko ·
Moldavië ·
Montenegro ·
Nederland ·
Noord-Ierland ·
Noord-Macedonië ·
Noorwegen ·
Oekraïne ·
Oezbekistan ·
Panama ·
Paraguay ·
Peru ·
Polen ·
Portugal ·
Roemenië ·
Rusland ·
Saint Kitts en Nevis ·
Schotland ·
Servië ·
Slovenië ·
Slowakije ·
Spanje ·
Tsjechië ·
Turkije ·
Turkmenistan ·
Verenigde Arabische Emiraten ·
Verenigde Staten ·
Wales ·
Wit-Rusland ·
Zweden
Albanië · 
Andorra · 
Armenië · 
Azerbeidzjan · 
België · 
Bosnië-Herzegovina · 
Bulgarije · 
Cyprus · 
Denemarken · 
Duitsland · 
Engeland · 
Estland · 
Faeröer · 
Finland · 
Frankrijk · 
Georgië · 
Gibraltar · 
Griekenland · 
Hongarije · 
Ierland · 
IJsland · 
Israël · 
Italië · 
Kazachstan · 
Kosovo · 
Kroatië · 
Letland · 
Liechtenstein · 
Litouwen · 
Luxemburg · 
Malta · 
Moldavië · 
Montenegro · 
Nederland · 
Noord-Ierland · 
Noord-Macedonië · 
Noorwegen · 
Oekraïne · 
Oostenrijk · 
Polen · 
Portugal · 
Roemenië · 
Rusland · 
San Marino · 
Schotland · 
Servië · 
Slovenië · 
Slowakije · 
Spanje · 
Tsjechië · 
Turkije · 
Wales · 
Wit-Rusland · 
Zweden · 
Zwitserland